# Državna cesta D300
D300 je državna cesta u Hrvatskoj. Ukupna duljina iznosi 8,4 km.